# Trautenberk (hudební skupina)
Trautenberk je česká groove a alternativní metalová hudební skupina kombinující nu metalové prvky. Pochází z Klatov a byla založená na konci roku 2010. Skupina svůj hudební žánr označuje jako tzv. tanz (tzn. taneční) metal.
Její název je, navzdory nesouladu s geografickým původem kapely, vypůjčen od hlavní záporné postavy z Krkonošských pohádek, na které skupina nezřídka ve svých textech odkazuje.
Kapela na koncertech vystupuje v bavorských krojích a klade si za cíl bláznivost, humor a nadsázku.
Mezi nejpopulárnější skladby kapely patří: „Himlhergotdonrvetr"  (2016), „Potužník senior" (2016), „Netáhlo" (2018), „Lunt" (2017) a „Pan Pilous" (2018).

## Historie

### Období s Tomášem Paimou - založení a debutové album (2010 - 2013)

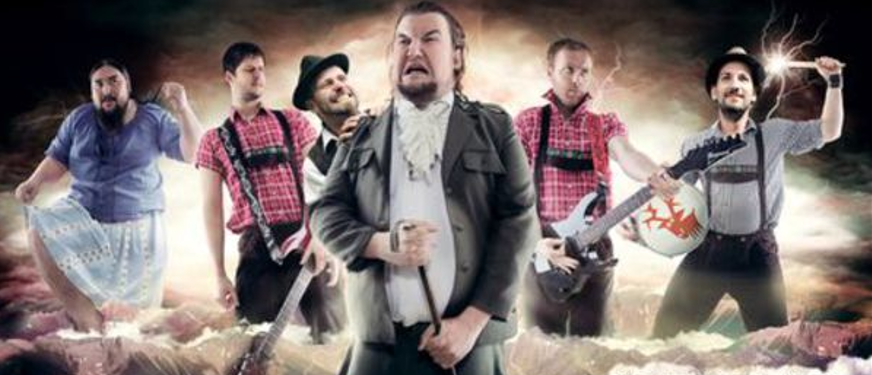
Kapela Trautenberk se zpěvákem Tomášem Paimou na promo fotografii k albu Hladová srna (2013). Zleva: Jan Suchý, Marek Vais, Luboš Valeček, Tomáš Paima, Dalibor Dvořák, Jiří Hodl

Kapela vznikla v roce 2010 v západočeských Klatovech se záměrem hrát metalovou hudbu v humorném duchu. V kapele byli dva vokalisté. Prvním byl frontman Tomáš „Obr" (resp. „Obrouš", přezdívaný tak pro svou hřmotnou postavu) Paima. Paralelně byl leaderem ska-formace Dva a půl cvrčka. V kapele Trautenberk ztělesňoval titulní zápornou postavu z Krkonošských pohádek. Druhým zpěvákem se stal Luboš Valeček. První koncert se uskutečnil v roce 2011. V krátkém sledu uskupení natočilo demo Tady je Trautenberkovo (2012), plnohodnotné debutové album Hladová srna (2013) a stalo se atrakcí ve velké části západních Čech. Debutové album poměrně zabodovalo i v hudebních médiích, ač za některé své pasáže sklidilo kritické reakce.

### Smrt Tomáše Paimy (2014) a angažování Miroslava Císlera (2014 - 2015)
Ke zlomu došlu 26. ledna 2014, kdy Paima ve věku 30 let zemřel v hotelovém pokoji ve Španělsku na zástavu srdce. Kapela pořádala vzpomínkové koncerty, na kterých pěvecky účinkoval Miroslav „Prasopes" Císler, bývalý člen plzeňských kapel Tleskač, Požár mlýna a Kníry. Tato spolupráce postupně přešla v jeho plné angažmá v kapele. Císler se v rámci souboru ujal pomyslné role zemského rady. 

### Období s Miroslavem Císlerem (2016 - současnost)
S příchodem Miroslava Císlera a následujícím albem Himlhergotdonrvetr (2016) povědomí o kapele značně vzrostlo. Na hudebních serverech musicserver.cz, metalforever.info a metalopolis.net byla kolekce kladně přijata. Titulní skladba se stala populárním hitem na rockových rádiích. 
V roce 2018 kapela vydala album Ticho nad pekáčem, obsahující fanoušky oblíbenou skladbu „Netáhlo". Ačkoliv ohlasy hudebních médií nebyly jednoznačné, popularita kapely opět stoupala. 
V době pandemie covidu-19, kdy koncertní aktivity byly velmi omezené, vydala skupina čtyři singly, předznamenávající album Vzpoura kanců (2022). Album se opět dočkalo protichůdných ohlasů recenzentů, přesto upevnilo pozici kapely na české rockové scéně. 
Dne 10. června 2025 vydala kapela píseň „Hory volají" v produkci Milana Cimfeho. Skladba obsahuje sampl z večerníčkového seriálu Bob a Bobek – králíci z klobouku v podání herce Josefa Dvořáka. Videoklip, zveřejněný o dva dny později, vizuálně doplňuje píseň a představuje herečku Markétu Hrubešovou v jedné z hlavních rolí. Skladba zároveň předznamenává podzimní turné Hory volají, které kapela absolvuje společně s kapelou Tři sestry. Turné vyvrcholí 20. prosince 2025 koncertem v pražské O2 aréně. Stejnojmenný singl také slouží jako ochutnávka připravovaného alba s názvem Sojčí teror. Koncerty kapely jsou v tomto období uvedeny namluveným proslovem právě Josefa Dvořáka, čímž získávají pohádkový rozměr.  

## Vlastní festivaly
V letech 2013 - 2016, 2018 a 2020 kapela pořádala v Klatovech a okolí vlastní jednodenní festival Jemnostfest. Od roku 2014 pravidelně pořádá v Klatovech jednodenní festival Obrfest na počest zesnulého bývalého zpěváka. Výjimkou byl rok 2020 z důvodu pandemie covidu-19. V září roku 2023 pak v Plzni započala tradici HimlHergotFestů, kde kromě série koncertů se spřízněnými kapelami nabízí bavorské kulinářské speciality.

## Hudba
Sama kapela svou hudbu označuje jako jednoduchou a hlasitou. Většinou skladby obsahují chytlavé motivy a vyznačují se výrazným hybným rytmem. Po vokální stránce je střídán hlasitý zpěv a rap dvou prolínajících se vokalistů s poměrně podobným výrazem. Texty cílí na humorný efekt. Jsou tvořeny v lidovém duchu. Tematicky vypovídají zejména o venkovském životě, povoláních, lidských nectnostech, jídle, ale objevují se v nich též pohádkové motivy. Za nejvýznamnější inspirační zdroj kapely lze označit německé Rammstein. V rámci české scény bývá pro svůj groove a odlehčenost kapela stylově řazena ke crossoverovému Krucipüsku.

## Vizuální styl a koncerty
Skupina Trautenberk vystupuje na koncertech v kostýmech inspirovaných bavorským folklórem, typicky včetně klobouků, košil a tradičních kalhot.  Původní frontman Tomáš „Obr“ Paima ztvárňoval po vizuální i interpretační stránce postavu Trautenberka z televizních Krkonošských pohádek. Současný frontman Miroslav Císler, vystupující pod přezdívkou Zemský rada, nosí charakteristickou buřinku a vestu. Baskytarista Jan Suchý, přezdívaný Anička nebo také Anče, nosí dlouhou sukni, jejíž kombinace s jeho výraznou postavou a plnovousem bývá častým zdrojem komických momentů. 
Součástí pódiové prezentace jsou kromě hudby také scénické a kostýmní prvky, včetně nafukovacích obleků, tanečnic či barevných efektů. Charakteristickým bodem každého koncertu bývá tzv. „Ulička lásky“, což je ironicky pojmenovaná varianta moshingového prvku známého jako Wall of Death. Spočívá v rozdělení publika uličkou a následném rozběhnutí obou skupin proti sobě.

## Členové skupiny
Současní
- Miroslav „Prasopes" Císler (zpěv, od 2014)
- Luboš „Horst" Valeček (zpěv, od 2011)
- Marek „Mála" Vais (kytara, zpěv, od založení 2010)
- Dalibor „Dála" Dvořák (kytara, od založení 2010)
- Jan „Anička" Suchý (basová kytara, od založení 2010)
- Jiří „Jörg" Hodl (bicí, od 2012)

Bývalí
- Tomáš „Obr" Paima (zpěv, 2010-2014)[10]
- Tomáš Vachuda (bicí, 2010-2012)

## Diskografie
- 2012 EP Tady je Trautenberkovo
- 2013 CD Hladová srna
- 2016 CD Himlhergotdonrvetr
- 2018 CD Ticho nad pekáčem
- 2022 CD Vzpoura kanců